# Cerdo de Dongpo
El cerdo de Dongpo es un famoso plato de Hangzhou que se hace salteando cociendo roja panza de cerdo. El cerdo se corta en un cuadrado de unos 5 cm de tamaño, con la mitad de carne magra y la mitad de tocino. La textura en boca es aceitosa pero no grasienta, con la fragancia del vino chino.

## Origen
Cuenta la leyenda que cuando Su Dongpo fue desterrado a Huanggang y llevó una vida de pobreza, mejoró el proceso tradicional de cocción. Primero braseó el cerdo, añadiendo huangjiu (vino chino fermentado) y cociendo rojo el cerdo, estofándolo entonces a baja temperatura. El plato fue preparado primero en Huangzhou, desde donde floreció hasta convertirse en uno de los platos más conocidos de la región de Hangzhou.